# William Mackinnon, 1. Baronet

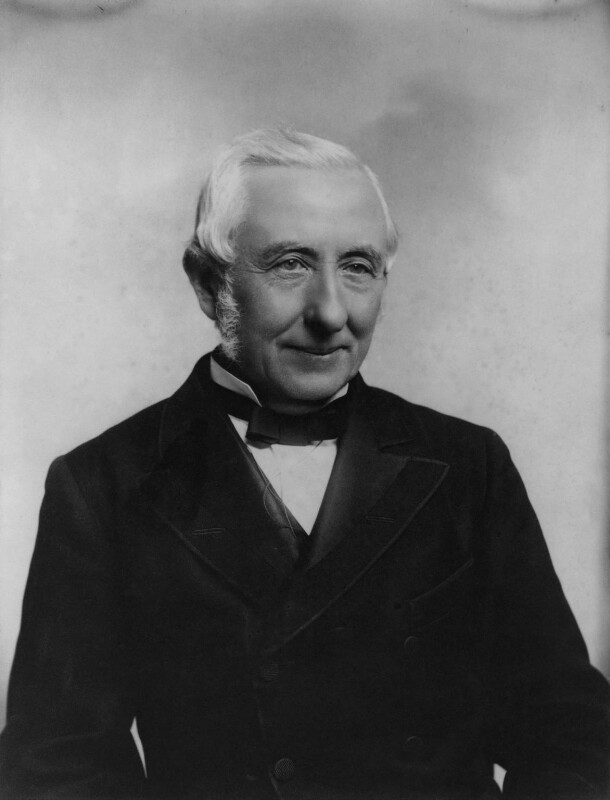
William Mackinnon, Photographie von Eveleen Myers, platinum print, 1890er Jahre.

Sir William Mackinnon, 1. Baronet, CIE, FRSGS (* 23. März 1823 in Campbeltown; † 22. Juni 1893 in London), war ein schottischer Reeder und Geschäftsmann, der bedeutende Handelsunternehmungen in Indien und Ostafrika aufbaute. Er gründete die British India Steam Navigation Company und die Imperial British East Africa Company (IBEAC). Er erwarb für seine Unternehmungen Konzessionen für die Gebiete, aus denen später die Kolonie Britisch-Ostafrika hervorging.

## Biographie

### Frühe Jahre
Mackinnon wurde in Campbeltown, Argyll, geboren und begann dort im Lebensmittelhandel zu arbeiten. Anschließend ging er nach Glasgow, wo er für einen Kaufmann mit Handelsinteressen im asiatischen Raum arbeitete.

### Karriere
1847 ging er nach Indien und schloss sich einem alten Schulfreund, Robert Mackenzie, in der Küstenschifffahrt an, der Waren von Hafen zu Hafen rund um den Golf von Bengalen transportierte. Gemeinsam gründeten sie die Firma Mackinnon Mackenzie & Co., und Mackinnon entschied sich, Cossipore, heute ein Stadtteil von Kolkata, zu seinem Sitz zu machen.
1856 gründete er die Reederei Calcutta and Burma Steam Navigation Company, die 1862 zur British India Steam Navigation Company wurde. Sie entwickelte sich zu einem bedeutenden Handelsunternehmen an den Küsten des Indischen Ozeans und dehnte ihre Geschäftstätigkeit auf Burma, den Persischen Golf und die Ostküste Afrikas aus.
1865 gründete er Gray, Dawes and Company als Handelsgesellschaft für seinen Neffen Archibald Gray und Edwyn Sandys Dawes (1838–1903), der 1894 zum Ritter geschlagen wurde. Das als Schifffahrts- und Versicherungsagentur in der City of London gegründete Unternehmen durchlief mehrere Umstrukturierungen und Eigentümerwechsel, wurde 1915 als Handelsbank anerkannt und firmierte ab 1973 als Gray Dawes Bank. Bis heute existiert die Unternehmung unter dem Namen Gray Dawes Group Ltd.
Um 1873 richtete die British India Steam Navigation Company einen Postdienst zwischen Aden und Sansibar ein. In der Folge gewann Mackinnon das Vertrauen des Sultans Barghasch ibn Said und nahm 1878 Verhandlungen mit ihm über die Pacht eines 1.850 Kilometer langen Küstengebiets von Tungi bis Warsheikh im heutigen Somalia auf, das sich landeinwärts bis zur Ostprovinz des Kongo-Freistaats erstreckte. Das Gebiet umfasste mindestens 1490.000 Quadratkilometer und umfasste die Seen Nyassa, Tanganjika und Victoria-Nyanza. Die britische Regierung lehnte es jedoch vorerst ab, die Konzession zu genehmigen, die Großbritannien im Falle einer Ratifizierung auch das gesamte Gebiet des späteren Deutsch-Ostafrika gesichert hätte. Erst 1886 nutzte der Außenminister Mackinnons Einfluss, um die Küstenlinie von Vanga bis Kipini zu sichern. Eine Charta wurde erteilt, und am 18. April 1888 wurde die Imperial British East Africa Company mit Mackinnon als Vorsitzendem offiziell gegründet. Die Kompanie erwarb einen 240 Kilometer langen Küstenstreifen, der den hervorragenden Hafen von Mombasa einschloss und sich vom Fluss Tana bis zur Grenze des mittlerweile eingerichteten deutschen Protektorats erstreckte. Zu den Grundsätzen des Unternehmens, die die Abschaffung des Sklavenhandels, das Verbot von Handelsmonopolen und die Gleichbehandlung aller Nationalitäten umfassten, sah sich in ihren Beziehungen zu ausländischen Gesellschaften wie der Deutsch-Ostafrikanischen Gesellschaft durch die intensive Unterstützung, die diese von ihren jeweiligen Regierungen erhielt, ernsthaft beeinträchtigt. Der britischen Regierung hingegen war es aufgrund der Grundsätze der britischen Kolonialverwaltung untersagt, ähnliche Unterstützung zu leisten. Das Gebiet des Unternehmens wurde schließlich am 1. Juli 1895 gegen eine Barzahlung von der britischen Regierung übernommen und zum Protektorat Ostafrika ernannt.
Mackinnon war einige Zeit Direktor der City of Glasgow Bank und half, das Unternehmen aus seinen früheren Schwierigkeiten zu befreien. Als er 1870 feststellte, dass er die Politik der anderen Direktoren nicht billigen konnte, trat er von seinem Vorstandsmandat zurück. Nach der Pleite der Bank im Jahr 1878 erhoben die Liquidatoren vor dem Sitzungsgericht Klage gegen ihn auf etwa 400.000 Pfund. Nach einem langwierigen Rechtsstreit wurde Mackinnon, der jeglichen Kompromissvorschlag kategorisch abgelehnt hatte, vom Gericht vollständig von den gegen ihn erhobenen Vorwürfen freigesprochen. Es wurde nachgewiesen, dass das Vorgehen der Direktoren seinem ausdrücklichen Rat widersprochen hatte.
Mackinnon war einer der wichtigsten Unterstützer der Free Church of Scotland. Gegen Ende seines Lebens führte jedoch die Verabschiedung des Declaratory Acts, den er missbilligte, zu Meinungsverschiedenheiten zwischen ihm und den Kirchenführern, und er unterstützte die abtrünnigen Mitglieder im schottischen Hochland finanziell. 1891 gründete er die East African Scottish Mission.
1882 wurde Mackinnon als Companion des Order of the Indian Empire ausgezeichnet. Am 15. Juli 1889 wurde Mackinnon mit dem erblichen Titel eines Baronet, of Strathaird, in the Island of Skye, and of Loup, in the Parish of Kilcalmonell, in the County of Argyll, nobilitiert.

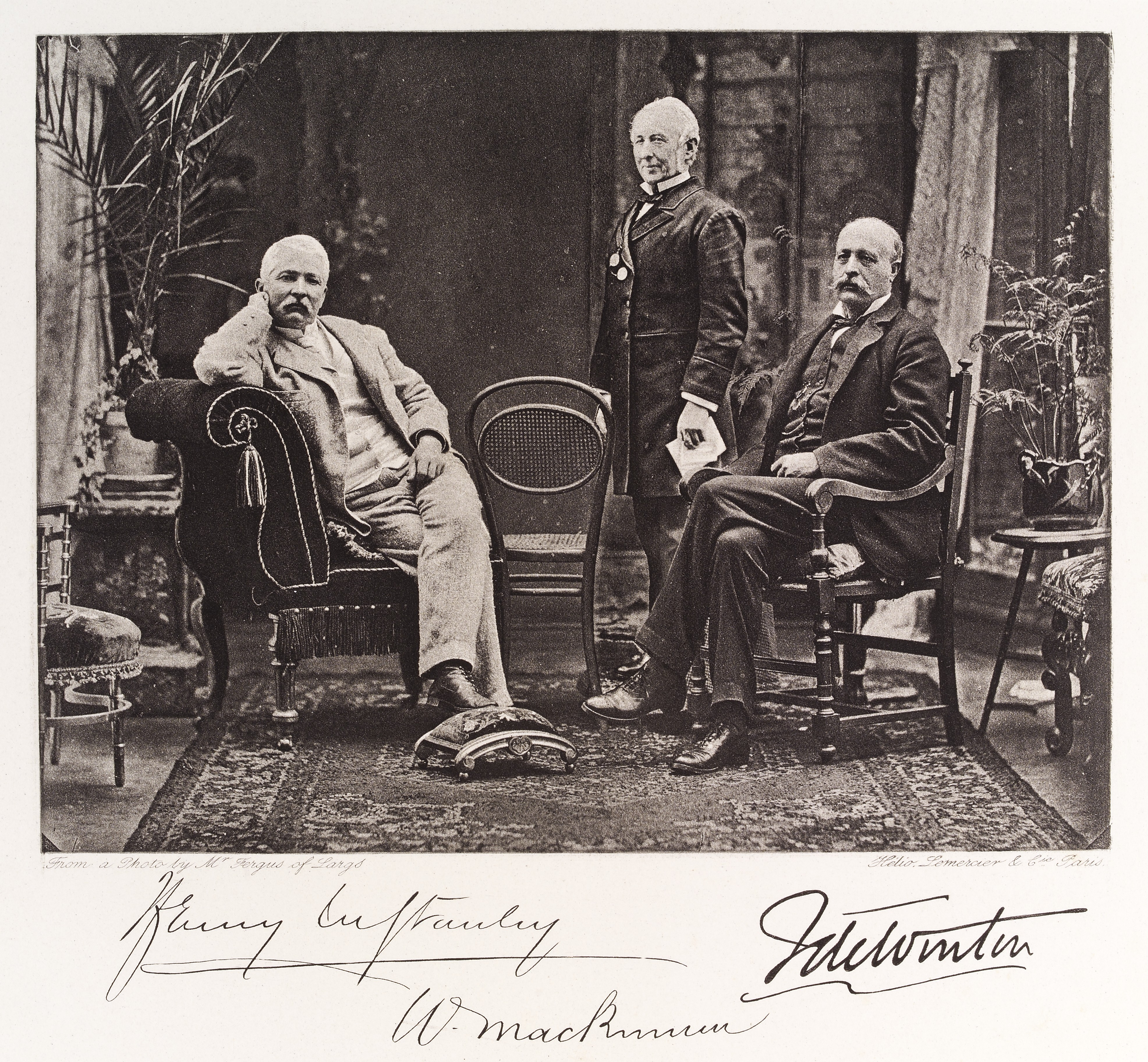
Francis de Winton (rechts) mit William Mackinnon (Mitte) und Henry Morton Stanley, 1890

Mackinnon förderte Henry Morton Stanleys Emin-Pascha-Hilfsexpedition. Zunächst rekrutierte er Stanley, schrieb dann an Regierungsminister, darunter Außenminister Lord Iddesleigh, und rief Freunde zur Bildung eines Komitees auf, das die Expedition beaufsichtigen und mehr als die Hälfte der Kosten tragen sollte.

### Tod
Er starb 1893 im Burlington Hotel in London und wurde in Clachan in Kintyre, in der Nähe seines Hauses Balinakill House, begraben. Da seine 1856 geschlossene Ehe mit Janet Colquhoun († 1894) kinderlos blieb, erlosch sein Baronettitel mit seinem Tod.

## Vermächtnis
Er und sein Neffe Duncan MacNeil hinterließen Vermächtnisse, mit denen der Mackinnon MacNeil Trust gegründet wurde, dessen Auftrag es war, „verdienstvollen jungen Männern aus den Highlands eine angemessene Ausbildung zu ermöglichen“.
Die Treuhänder erwarben das ehemalige Anwesen von James Nicol Fleming am Keil Point in Southend, Kintyre, einschließlich Keil House, und gründeten die Kintyre Technical School. Nach nur neun Jahren zerstörte ein Brand das Gebäude, und die in Keil School umbenannte Schule zog in das Helenslee House in Dumbarton um, wo sie bis zum Jahr 2000 bestand.

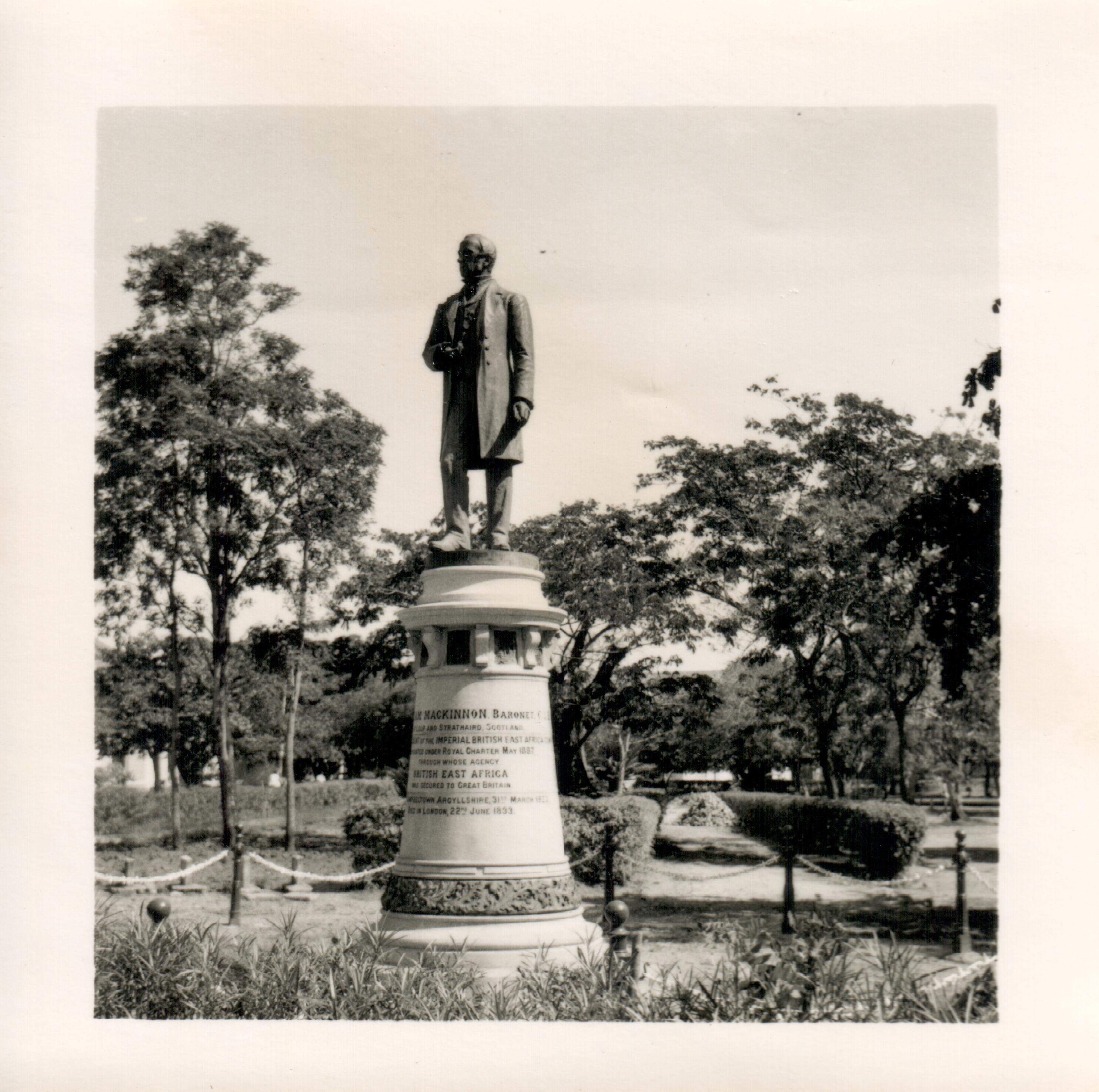
Die Statue von Sir William Mackinnon an ihrem ursprünglichen Standort in Mombasa, Kenia.

1890 wurde in Mombasa, Kenia, eine Statue zu Ehren von Sir William Mackinnon errichtet. Sie wurde 1964 in die Dunbarton School verlegt und 2004 schließlich in Campbelltown aufgestellt.
Mackinnon war ebenfalls Fellow der Royal Scottish Geographical Society.
Ein Dampfer, der auf dem Victoriasee eingesetzt war, trug seinen Namen.